# Mijo Caktaš
Mijo Caktaš, né le 8 mai 1992 à Split, est un footballeur international croate. Il joue au poste de milieu offensif à Kocaelispor.

## Biographie

### En club
Mijo Caktaš termine meilleur buteur de la saison 2018-2019 du championnat de Croatie avec 19 buts. Cela fait de lui le deuxième meilleur buteur d'Europe évoluant au poste de milieu de terrain, juste derrière Bruno Fernandes du Sporting CP qui inscrit 20 buts. Cette saison là, il est l'auteur d'un triplé, et de quatre doublés.

### En équipe nationale
Avec les espoirs, il joue plusieurs matchs rentrant dans le cadre des éliminatoires du championnat d'Europe espoirs.
En 2015, il figure à deux reprises sur le banc des remplaçants de l'équipe nationale A, sans entrer en jeu, lors de matchs contre l'Azerbaïdjan et la Norvège rentrant dans le cadre des éliminatoires de l'Euro 2016. Il n'est ensuite plus appelé en sélection pendant près de quatre ans.
Le 8 juin 2016, il est de retour sur le banc des remplaçants, lors d'un match contre le Pays de Galles rentrant dans le cadre des éliminatoires de l'Euro 2020 (victoire 2-1). Il effectue finalement ses débuts en équipe nationale trois jours plus tard, lors d'un match amical contre la Tunisie, où il joue 27 minutes (défaite 1-2).

## Palmarès
- Vice-champion de Croatie en 2012 avec l'Hajduk Split
- Vainqueur de la Coupe de Croatie en 2013 avec l'Hajduk Split
- Finaliste de la Coupe de Croatie en 2018 avec l'Hajduk Split
- Finaliste de la Supercoupe de Croatie en 2013 avec l'Hajduk Split